# Fußballclub Basel 1893 2004-2005
Questa voce raccoglie le informazioni riguardanti il Fußballclub Basel 1893 nelle competizioni ufficiali della stagione 2004-2005.

## Stagione
La squadra chiuse la Super League al 1º posto vincendo il suo 11 scudetto. Con un budget di 30 milioni di franchi il Basilea è risultata la squadra più forte non sono dal punto di vista sportivo ma anche dal da quello finanziario. In Coppa Svizzera viene eliminata ai quarti di finale contro il Sion. Nel terzo turno preliminare di Champions League venne eliminata dall'Inter, dopo aver pareggiato per 1-1 nel turno di andata, venne sconfitta per 1-4 a Milano nel turno di ritorno. Retrocessa al terzo turno di Coppa UEFA riesce a qualificarsi per la fase a gironi. Finirà la fase a gironi al terzo posto qualificandosi per i sedicesimi di finale, dove verrà eliminata dal Lille.

## Rosa
| N. |                      | Ruolo | Calciatore         |
| -- | -------------------- | ----- | ------------------ |
| 1  | Svizzera (bandiera)  | P     | Pascal Zuberbühler |
| 4  | Svizzera (bandiera)  | D     | Alexandre Quennoz  |
| 5  | Svizzera (bandiera)  | D     | Marco Zwyssig      |
| 6  | Svizzera (bandiera)  | C     | Benjamin Huggel    |
| 7  | Croazia (bandiera)   | A     | Mladen Petrić      |
| 8  | Australia (bandiera) | C     | Mile Sterjovski    |
| 9  | Argentina (bandiera) | A     | César Carignano    |
| 11 | Australia (bandiera) | C     | Scott Chipperfield |
| 12 | Svizzera (bandiera)  | C     | Sébastien Barberis |
| 13 | Argentina (bandiera) | A     | Christian Giménez  |
| 14 | Algeria (bandiera)   | C     | Djamel Mesbah      |
| 15 | Svizzera (bandiera)  | D     | Murat Yakın        |

| N. |                                | Ruolo | Calciatore         |
| -- | ------------------------------ | ----- | ------------------ |
| 16 | Svizzera (bandiera)            | D     | Patrick Müller     |
| 18 | Svizzera (bandiera)            | P     | Riccardo Meili     |
| 19 | Brasile (bandiera)             | D     | Kléber             |
| 20 | Argentina (bandiera)           | C     | Matías Delgado     |
| 21 | Svizzera (bandiera)            | C     | David Degen        |
| 22 | Serbia e Montenegro (bandiera) | C     | Ivan Ergić         |
| 23 | Svizzera (bandiera)            | D     | Philipp Degen      |
| 27 | Serbia e Montenegro (bandiera) | C     | Zdravko Kuzmanović |
| 30 | Croazia (bandiera)             | D     | Boris Smiljanić    |
| 32 | Svizzera (bandiera)            | D     | Reto Zanni         |
| 33 | Argentina (bandiera)           | A     | Julio Hernán Rossi |
| 35 | Austria (bandiera)             | P     | Thomas Mandl       |

## Maglie e sponsor
Lo sponsor tecnico per la stagione è Nike, mentre lo sponsor ufficiale per la stagione 2004-2005 è per la prima volta Novartis. Gli altri sponsor di maglia sono Volkswagen sulla manica sinistra e Axpo sul fronte in alto sempre a sinistra. Lo sponsor sul retro della maglia per la prima parte di stagione è Wella, per la seconda parte di stagione è Pirelli. La prima maglia si presenta Blu e rossa con pantaloncini blu e calzettoni rossi e blu. La seconda maglia si presenta a tinta unita di colore grigio scuro, mentre la terza si presenta bianca con delle finiture nere sulle maniche.
| Casa | Trasferta | Terza divisa |

## Organigramma societario
Area tecnica
- Allenatore: Christian Gross
- Allenatore in seconda: Fritz Schmid
- Preparatore dei portieri: Thomas Grüter[6]
- Preparatori atletici: Harry Körner
- Responsabile scouting: Ruedi Zbinden[7]

Area sanitaria
- Responsabile settore medico: Dr. Felix Marti
- Fisioterapisti: Thorsten Bathelt, Dirk Wüst

## Calciomercato

### Sessione estiva
| Acquisti | Acquisti            | Acquisti          | Acquisti                    |
| R.       | Nome                | da                | Modalità                    |
| -------- | ------------------- | ----------------- | --------------------------- |
| A        | César Carignano     | Colón (SF)        | definitivo (4,7 milioni €)  |
| A        | Mladen Petrić       | Grasshoppers      | definitivo (1,75 milioni €) |
| D        | Kléber              | Corinthians       | definitivo (800 mila €)     |
| A        | Leandro Guaita      | Estudiantes (LP)  | definitivo (gratuito)       |
| P        | Thomas Mandl        | Austria Vienna    | definitivo (gratuito)       |
| C        | Mile Sterjovski     | Lilla             | definitivo (gratuito)       |
| D        | Djamel Mesbah       | Servette          | -                           |
| A        | Jean-Michel Tchouga | Concordia Basilea | fine prestito               |
| D        | Sehid Sinani        | Thun              | fine prestito               |
| A        | Yao Aziawonou       | Young Boys        | fine prestito               |
| C        | Carlos Varela       | Aarau             | fine prestito               |

| Cessioni | Cessioni                   | Cessioni   | Cessioni                   |
| R.       | Nome                       | a          | Modalità                   |
| -------- | -------------------------- | ---------- | -------------------------- |
| A        | Thimothée Atouba           | Tottenham  | definitivo (4,5 milioni €) |
| C        | Mario Cantaluppi           | Norimberga | definitivo (650 mila €)    |
| A        | Jean-Michel Tchouga        | Lucerna    | definitivo (gratuito)      |
| A        | Hervé Tum                  | Metz       | definitivo (gratuito)      |
| D        | Grégory Duruz              | Amiens     | definitivo (gratuito)      |
| D        | Sehid Sinani               | Thun       | -                          |
| P        | Riccardo Meili             | Wil        | prestito                   |
| A        | Francisco Gabriel Guerrero | Zurigo     | fine prestito              |

### Sessione invernale
| Acquisti | Acquisti       | Acquisti | Acquisti                 |
| R.       | Nome           | da       | Modalità                 |
| -------- | -------------- | -------- | ------------------------ |
| D        | Reto Zanni     | Thun     | definitivo (100 mila € ) |
| C        | Patrick Müller | Maiorca  | gratuito                 |
| P        | Riccardo Meili | Wil      | fine prestito            |

| Cessioni | Cessioni        | Cessioni          | Cessioni |
| R.       | Nome            | a                 | Modalità |
| -------- | --------------- | ----------------- | -------- |
| P        | Eric Rapo       | Stade Nyonnais    | gratuito |
| D        | Damir Dzombic   | Wil               | prestito |
| C        | Carlos Varela   | Aarau             | -        |
| D        | Samuele Preisig | Concordia Basilea | prestito |

## Risultati

### Super League

#### Prima fase, girone di andata
| Arbitro: | Wildhaber |

| |           |  |
| Yakın 20’ (rig.) Smiljanić 38’ Giménez 45’ Cantaluppi 53’ (rig.) Moretto 62’ (aut.) Chipperfield 74’ | Marcatori |  |

| Arbitro: | Meier |

|               |           |               |
| Smiljanić 21’ | Marcatori | 80’ Margairaz |

| Arbitro: | Rutz |

|           |           |                             |
| Kader 41’ | Marcatori | 8’ Chipperfield 42’ Delgado |

| Arbitro: | Nobs |

|                              |           |               |
| Giménez 16’ Chipperfield 48’ | Marcatori | 75’ Petrosyan |

| Arbitro: | Rogalla |

|               |           |               |
| Chapuisat 23’ | Marcatori | 48’ Carignano |

| Arbitro: | Kever |

|             |           |             |
| Giménez 66’ | Marcatori | 75’ Bunjaku |

| Arbitro: | Petignat |

|  |           |             |
|  | Marcatori | 62’ Giménez |

| Arbitro: | Laperrière |

|                                                                            |           |             |
| Delgado 21’ Giménez 32’, 43’, 45’, 58’ Petrić 37’ Mesbah 86’ Carignano 89’ | Marcatori | 73’ Rogério |

| Arbitro: | Meier |

|                                              |           |            |
| Gerber 36’, 46’ Raimondi 66’ Lustrinelli 87’ | Marcatori | 20’ Petrić |

#### Prima fase, girone di ritorno
| Arbitro: | Bertolini |

|           |           |  |
| Varela 6’ | Marcatori |  |

| Arbitro: | Busacca |

|            |           |                      |
| M'Futi 71’ | Marcatori | 33’ Yakın 51’ Petrić |

| Arbitro: | Leuba |

|                        |           |           |
| Giménez 40’ Petrić 59’ | Marcatori | 16’ Paulo |

| Zurigo 31 ottobre 2004, ore 16:15 CEST 13ª giornata | Zurigo | 0 – 0 referto | Basilea | Stadio Letzigrund (19 200 spett.)\| Arbitro: \| Rutz \| |
| Arbitro:                                            | Rutz   |               |         |                                                         |

| Arbitro: | Busacca |

|                                   |           |          |
| Sterjovski 12’ Giménez 51’ (rig.) | Marcatori | 31’ Neri |

| Arbitro: | Zimmermann |

|                  |           |  |
| Degen 35’ (aut.) | Marcatori |  |

| Arbitro: | Lehner |

|               |           |  |
| Carignano 22’ | Marcatori |  |

| Arbitro: | Wildhaber |

|                    |           |                                         |
| Muff 48’ Núñez 66’ | Marcatori | 16’ Chipperfield 20’ Giménez 41’ Huggel |

| Arbitro: | Meier |

|                                 |           |                                     |
| Delgado 6’ Kléber 22’ Rossi 38’ | Marcatori | 5’ Gerber 62’ Aegerter 73’ Raimondi |

#### Seconda fase, girone di andata
| Arbitro: | Bertolini |

|                               |           |            |
| Hassli 19’, 52’ Montandon 69’ | Marcatori | 67’ Petrić |

| 20ª giornata |  | – turno di riposo |  |  |

| Arbitro: | Nobs |

|  |           |                                  |
|  | Marcatori | 2’ Delgado 15’, 22’, 39’ Giménez |

| Arbitro: | Busacca |

|                                                        |           |          |
| Carignano 26’ Giménez 53’ (rig.) Zwyssig 58’ Rossi 87’ | Marcatori | 19’ Muff |

| Arbitro: | Rutz |

|                                 |           |  |
| Gelson 17’ Lustrinelli 73’, 80’ | Marcatori |  |

| Arbitro: | Rogalla |

|                                                       |           |                            |
| Chipperfield 19’ Carignano 39’ Kléber 50’ Delgado 62’ | Marcatori | 57’, 90’ Todisco 79’ Rizzo |

| Arbitro: | Salm |

|                                |           |                        |
| Margairaz 59’ Cesar 90’ (rig.) | Marcatori | 75’ Delgado 87’ Huggel |

| Arbitro: | Bertolini |

|                                                |           |                            |
| Huggel 49’ Giménez 50’ Carignano 53’ Zanni 62’ | Marcatori | 22’ Paulinho 39’ Giallanza |

| Arbitro: | Wildhaber |

|                                        |           |                                                  |
| Müller 50’ (aut.) Chapuisat 78’ (rig.) | Marcatori | 14’ Zanni 30’, 41’ Delgado 73’ Giménez 88’ Degen |

#### Seconda fase, girone di ritorno
| Arbitro: | Leuba |

|             |           |              |
| Delgado 64’ | Marcatori | 2’ Steinsson |

| Arbitro: | Kever |

|  |           |                                                 |
|  | Marcatori | 14’ Smiljanić 16’ (rig.), 33’, 77’, 90’ Giménez |

| Arbitro: | Busacca |

|                                |           |                        |
| Giménez 54’, 60’ Smiljanić 74’ | Marcatori | 3’ Margairaz 31’ Gygax |

| Arbitro: | Grossen |

|  |           |                       |
|  | Marcatori | 45’ Rossi 52’ Giménez |

| Arbitro: | Petignat |

|                                                        |           |             |
| Rossi 41’ (rig.), 80’ (rig.) Delgado 57’ Smiljanić 90’ | Marcatori | 72’ Renggli |

| Arbitro: | Salm |

|                                   |           |                   |
| Giménez 28’, 86’ Rossi 90’ (rig.) | Marcatori | 13’ Tachie-Mensah |

| 34ª giornata |  | – turno di riposo |  |  |

| Arbitro: | Tudor |

|                                             |           |             |
| Rogério 7’ Cabanas 29’ Chihab 42’ Touré 86’ | Marcatori | 72’ Delgado |

| Arbitro: | Busacca |

|                       |           |  |
| Yakın 40’ Giménez 76’ | Marcatori |  |

### Coppa Svizzera
| 18 settembre 2004, ore 17:00 CEST Primo turno | Oberdorf | 0 – 4 | Basilea |  |

| 24 ottobre 2004, ore 15:30 CEST Secondo turno | Meyrin | 1 – 3 | Basilea |  |

| 20 novembre 2004, ore 17:30 CET Ottavi di finale | Thun                 | ? – ? | Basilea |  |
| \| \| \| \| \| \| Tiri di rigore 4 – 3 \| \|     |                      |       |         |  |
|                                                  |                      |       |         |  |
|                                                  | Tiri di rigore 4 – 3 |       |         |  |

### Champions League

#### Fase di qualificazione
| Arbitro: | Poll |

|            |           |             |
| Huggel 25’ | Marcatori | 19’ Adriano |

| Arbitro: | Frisk |

|                                          |           |                |
| Adriano 1’, 52’ Stanković 12’ Recoba 59’ | Marcatori | 49’ Sterjovski |

### Coppa UEFA

#### Fase a eliminazione diretta
| Arbitro: | Skjerven |

|             |           |             |
| Fed'kov 38’ | Marcatori | 57’ Giménez |

| Arbitro: | Douros |

|                      |           |  |
| Rossi 11’ Kléber 89’ | Marcatori |  |

#### Fase a gironi
| Arbitro: | Verbist |

|                 |           |             |
| K'obiashvili 8’ | Marcatori | 81’ Delgado |

| Arbitro: | Jakobsson |

|               |           |                        |
| Carignano 77’ | Marcatori | 31’ Wyness 89’ Neilson |

| Arbitro: | Godulyan |

|          |           |                      |
| Rósa 22’ | Marcatori | 59’ Rossi 78’ Huggel |

| Arbitro: | Dávila |

|               |           |  |
| Carignano 53’ | Marcatori |  |

#### Fase a eliminazione diretta
| Basilea 17 febbraio 2005, ore 20:30 CET Terzo turno - andata | Basilea | 0 – 0 referto | Lilla | St. Jakob-Park (19 092 spett.)\| Arbitro: \| Genov \| |
| Arbitro:                                                     | Genov   |               |       |                                                       |

| Arbitro: | Proença |

|                                   |           |  |
| Moussilou 37’ Ačimovič 78’ (rig.) | Marcatori |  |

## Statistiche

### Statistiche di squadra
| Competizione     | Punti | In casa | In casa | In casa | In casa | In casa | In casa | In trasferta | In trasferta | In trasferta | In trasferta | In trasferta | In trasferta | Totale | Totale | Totale | Totale | Totale | Totale | DR  |
| Competizione     | Punti | G       | V       | N       | P       | Gf      | Gs      | G            | V            | N            | P            | Gf           | Gs           | G      | V      | N      | P      | Gf     | Gs     | DR  |
| ---------------- | ----- | ------- | ------- | ------- | ------- | ------- | ------- | ------------ | ------------ | ------------ | ------------ | ------------ | ------------ | ------ | ------ | ------ | ------ | ------ | ------ | --- |
| Super League     | 70    | 17      | 13      | 4       | 0       | 51      | 20      | 17           | 8            | 3            | 6            | 30           | 25           | 34     | 21     | 7      | 6      | 81     | 45     | +36 |
| Coppa Svizzera   | -     | 0       | 0       | 0       | 0       | 0       | 0       | 3            | 2            | 1            | 0            | 7            | 1            | 3      | 2      | 1      | 0      | 7      | 1      | +6  |
| Champions League | -     | 1       | 0       | 1       | 0       | 1       | 1       | 1            | 0            | 0            | 1            | 1            | 4            | 2      | 0      | 1      | 1      | 2      | 5      | -3  |
| Coppa UEFA       | -     | 4       | 2       | 1       | 1       | 4       | 2       | 4            | 1            | 2            | 1            | 4            | 5            | 8      | 3      | 3      | 2      | 8      | 7      | +1  |
| Totale           | 70    | 22      | 15      | 6       | 1       | 56      | 23      | 25           | 11           | 6            | 8            | 42           | 35           | 47     | 26     | 12     | 9      | 98     | 58     | +40 |

### Andamento in campionato
| Giornata  | 1 | 2 | 3 | 4 | 5 | 6 | 7 | 8 | 9 | 10 | 11 | 12 | 13 | 14 | 15 | 16 | 17 | 18 | 19 | 20 | 21 | 22 | 23 | 24 | 25 | 26 | 27 | 28 | 29 | 30 | 31 | 32 | 33 | 34 | 35 | 36 |
| --------- | - | - | - | - | - | - | - | - | - | -- | -- | -- | -- | -- | -- | -- | -- | -- | -- | -- | -- | -- | -- | -- | -- | -- | -- | -- | -- | -- | -- | -- | -- | -- | -- | -- |
| Luogo     | C | C | T | C | T | C | T | C | T | T  | T  | C  | T  | C  | T  | C  | T  | C  | T  |    | T  | C  | T  | C  | T  | C  | T  | C  | T  | C  | T  | C  | C  |    | T  | C  |
| Risultato | V | N | V | V | N | N | V | V | P | P  | V  | V  | N  | V  | P  | V  | V  | N  | P  |    | V  | V  | P  | V  | N  | V  | V  | N  | V  | V  | V  | V  | V  |    | P  | V  |
| Posizione | 1 | 2 | 1 | 1 | 2 | 2 | 1 | 1 | 2 | 2  | 1  | 1  | 1  | 1  | 1  | 1  | 1  | 1  | 1  | 1  | 1  | 1  | 1  | 1  | 1  | 1  | 1  | 2  | 1  | 1  | 1  | 1  | 1  | 1  | 1  | 1  |

Legenda:

Luogo: C = Casa; T = Trasferta. Risultato: V = Vittoria; N = Pareggio; P = Sconfitta.

### Statistiche dei giocatori
| Giocatore       | Super League | Super League | Super League | Super League | Champions League Qual. | Champions League Qual. | Champions League Qual. | Champions League Qual. | Coppa UEFA | Coppa UEFA | Coppa UEFA  | Coppa UEFA | Totale   | Totale | Totale      | Totale     |
| Giocatore       | Presenze     | Reti         | Ammonizioni  | Espulsioni   | Presenze               | Reti                   | Ammonizioni            | Espulsioni             | Presenze   | Reti       | Ammonizioni | Espulsioni | Presenze | Reti   | Ammonizioni | Espulsioni |
| --------------- | ------------ | ------------ | ------------ | ------------ | ---------------------- | ---------------------- | ---------------------- | ---------------------- | ---------- | ---------- | ----------- | ---------- | -------- | ------ | ----------- | ---------- |
| T. Atouba       | 3            | 0            | 0            | 0            | 0                      | 0                      | 0                      | 0                      | 0          | 0          | 0           | 0          | 3        | 0      | 0           | 0          |
| S. Barberis     | 20           | 0            | 1            | 0            | 0                      | 0                      | 0                      | 0                      | 5          | 0          | 0           | 0          | 25       | 0      | 1           | 0          |
| M. Cantaluppi   | 5            | 1            | 2            | 0            | 2                      | 0                      | 1                      | 0                      | 0          | 0          | 0           | 0          | 7        | 1      | 3           | 0          |
| C. Carignano    | 16           | 6            | 1            | 0            | 2                      | 0                      | 0                      | 0                      | 7          | 2          | 0           | 0          | 25       | 8      | 1           | 0          |
| S. Chipperfield | 26           | 5            | 5            | 2            | 2                      | 0                      | 0                      | 0                      | 8          | 0          | 1           | 0          | 36       | 5      | 6           | 2          |
| D. Degen        | 26           | 1            | 3            | 0            | 0                      | 0                      | 0                      | 0                      | 6          | 0          | 2           | 0          | 32       | 1      | 5           | 0          |
| P. Degen        | 32           | 0            | 8            | 0            | 2                      | 0                      | 1                      | 0                      | 8          | 0          | 2           | 0          | 42       | 0      | 11          | 0          |
| M. Delgado      | 32           | 11           | 2            | 0            | 2                      | 0                      | 0                      | 0                      | 6          | 1          | 0           | 0          | 40       | 12     | 2           | 0          |
| I. Ergić        | 10           | 0            | 0            | 0            | 0                      | 0                      | 0                      | 0                      | 0          | 0          | 0           | 0          | 10       | 0      | 0           | 0          |
| C. Giménez      | 30           | 27           | 2            | 1            | 2                      | 0                      | 0                      | 0                      | 8          | 1          | 1           | 0          | 40       | 28     | 3           | 1          |
| B. Huggel       | 24           | 3            | 4            | 0            | 2                      | 1                      | 1                      | 0                      | 8          | 1          | 1           | 0          | 34       | 5      | 6           | 0          |
| K. Kléber       | 30           | 2            | 5            | 0            | 2                      | 0                      | 0                      | 0                      | 7          | 1          | 1           | 0          | 39       | 3      | 6           | 0          |
| T. Mandl        | 1            | 0            | 0            | 0            | 0                      | 0                      | 0                      | 0                      | 0          | 0          | 0           | 0          | 1        | 0      | 0           | 0          |
| R. Meili        | 0            | 0            | 0            | 0            | 0                      | 0                      | 0                      | 0                      | 0          | 0          | 0           | 0          | 0        | 0      | 0           | 0          |
| D. Mesbah       | 9            | 1            | 0            | 0            | 0                      | 0                      | 0                      | 0                      | 1          | 0          | 0           | 0          | 10       | 1      | 0           | 0          |
| P. Müller       | 15           | 0            | 0            | 0            | 0                      | 0                      | 0                      | 0                      | 2          | 0          | 0           | 0          | 17       | 0      | 0           | 0          |
| M. Petrić       | 16           | 5            | 0            | 0            | 2                      | 0                      | 0                      | 0                      | 4          | 0          | 1           | 0          | 22       | 5      | 1           | 0          |
| S. Preisig      | 1            | 0            | 0            | 0            | 0                      | 0                      | 0                      | 0                      | 0          | 0          | 0           | 0          | 1        | 0      | 0           | 0          |
| A. Quennoz      | 3            | 0            | 1            | 0            | 0                      | 0                      | 0                      | 0                      | 2          | 0          | 1           | 0          | 5        | 0      | 2           | 0          |
| E. Rapo         | 0            | 0            | 0            | 0            | 0                      | 0                      | 0                      | 0                      | 0          | 0          | 0           | 0          | 0        | 0      | 0           | 0          |
| J. Rossi        | 31           | 6            | 7            | 0            | 2                      | 0                      | 0                      | 0                      | 8          | 2          | 2           | 0          | 41       | 8      | 9           | 0          |
| B. Smiljanić    | 24           | 5            | 3            | 0            | 2                      | 0                      | 1                      | 0                      | 4          | 0          | 1           | 0          | 30       | 5      | 5           | 0          |
| M. Sterjovski   | 28           | 1            | 2            | 0            | 1                      | 1                      | 0                      | 0                      | 6          | 0          | 0           | 0          | 35       | 2      | 2           | 0          |
| M. Yakın        | 13           | 3            | 2            | 0            | 2                      | 0                      | 1                      | 0                      | 2          | 0          | 1           | 0          | 17       | 3      | 4           | 0          |
| R. Zanni        | 15           | 2            | 3            | 0            | 0                      | 0                      | 0                      | 0                      | 2          | 0          | 0           | 0          | 17       | 2      | 3           | 0          |
| P. Zuberbühler  | 33           | 0            | 1            | 0            | 2                      | 0                      | 0                      | 0                      | 8          | 0          | 0           | 0          | 43       | 0      | 1           | 0          |
| M. Zwyssig      | 24           | 1            | 3            | 0            | 0                      | 0                      | 0                      | 0                      | 7          | 0          | 1           | 0          | 31       | 1      | 4           | 0          |